# Kiels voetbalkampioenschap 1913/14
In 1913/14 werd het tiende Kiels voetbalkampioenschap gespeeld, dat georganiseerd werd door de Noord-Duitse voetbalbond. 
De bond organiseerde dit jaar een eigen kampioenschap, de NFV-Liga, met de sterkste teams van Noord-Duitsland. Hiervoor was enkel kampioen Holstein Kiel geplaatst. Dit seizoen was het Kiels kampioenschap dus de tweede klasse. Door het uitbreken van de Eerste Wereldoorlog werd de NFV-Liga opgedoekt en werden de stadscompetities weer de hoogste klassen.

## Eindstand
| Plaats | Club                  | Wed. | W | G | V | Saldo | Ptn   |
| ------ | --------------------- | ---- | - | - | - | ----- | ----- |
| 1.     | FC Kilia Kiel         | 10   | 9 | 1 | 0 | 45:6  | 19:1  |
| 2.     | SC Olympia Neumünster | 10   | 5 | 1 | 4 | 18:21 | 11:9  |
| 3.     | 1. Kieler FV 1900     | 10   | 5 | 0 | 5 | 31:28 | 10:10 |
| 4.     | SV 1900 Kiel          | 10   | 5 | 0 | 5 | 30:27 | 10:10 |
| 5.     | FV Teutonia Kiel      | 10   | 4 | 1 | 5 | 15:22 | 9:11  |
| 6.     | FK Union 08 Kiel      | 10   | 0 | 1 | 9 | 11:46 | 1:19  |

|  | Kampioen |